# ジュリエット・ロー

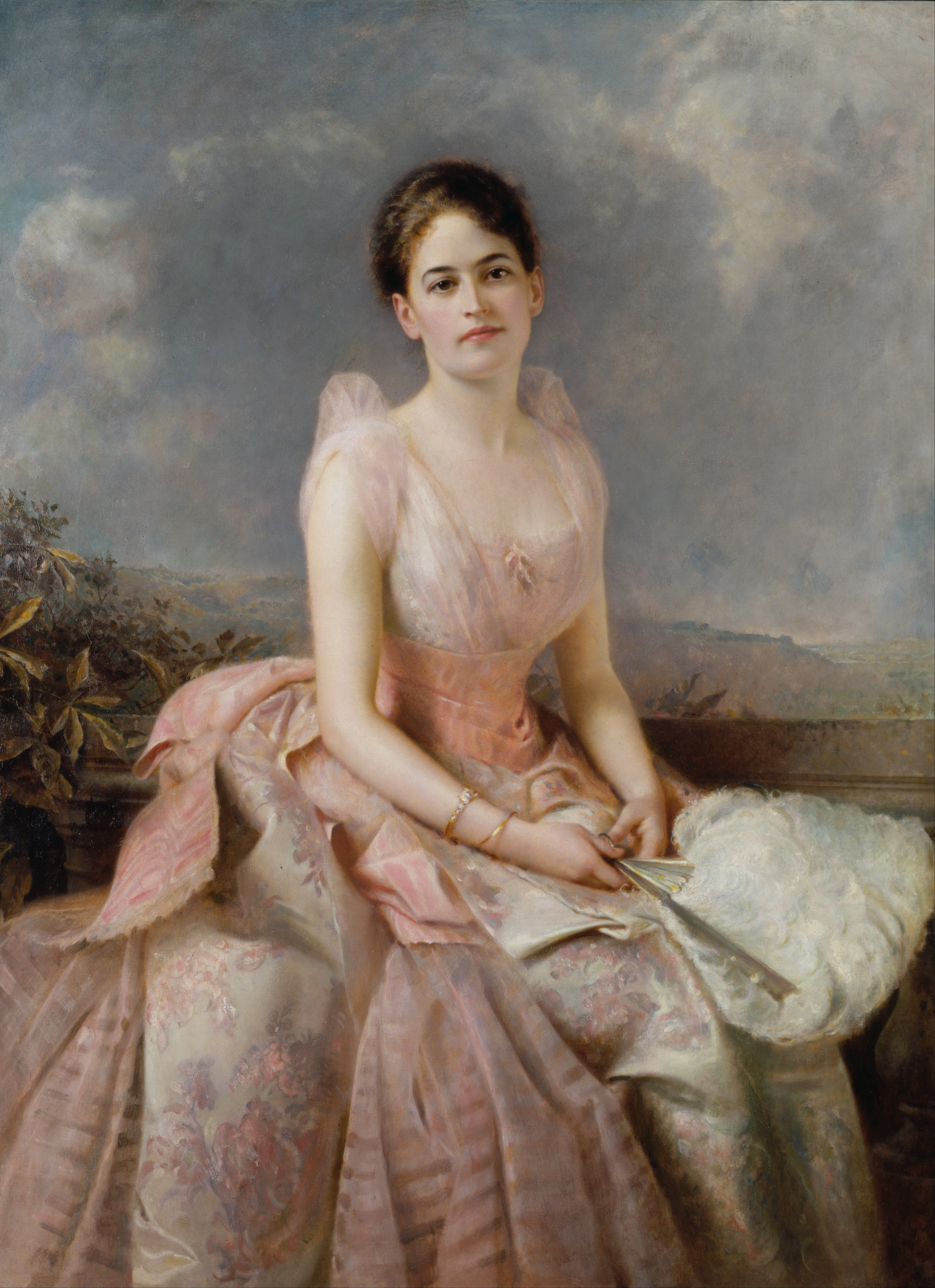
ジュリエット・ロー

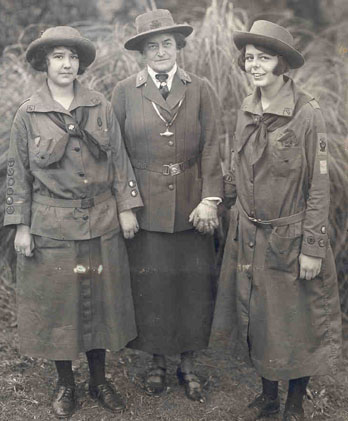
ジュリエット・ロー（中央）

ジュリエット・ゴードン・ロー（Juliette Gordon Low、1860年10月31日 - 1927年1月17日）は、1912年にアメリカへガールスカウトを伝えた女性。

## 略歴
1860年10月31日、ジョージア州サバナで生まれる。父は裕福な実業家ウィリアムズ・ワシントン・ゴードン2世。母はシカゴの出身のジュリエット・マジル・キンツェ・ゴードン。
26歳の時、スコットランド人の億万長者アンドルー・ローの息子ウイリアム（ウィリー）・ローと結婚、イギリスに引っ越した。彼女は耳が不自由であったが夫はそれに頓着することはなく、次第に不仲となり、1901年に別居。彼女とローとの結婚は、子どもをもうけることもなく不幸な結婚として終わりを告げた。
1905年にウィリアムが病死した後、ジュリエットはロバート・ベーデン=パウエル卿（B-P）とその妹のアグネス・ベーデン=パウエルと出会う（B-Pはボーア戦争の英雄であった。彼が南アフリカからイギリスに帰ってきたころ、大英帝国の首都であるロンドンでさえ少年達は学校で生活する上でのスキルを身につけておらず、路上生活をしていた。B-Pはそれを改善しようという熱意を持っており、それは後にボーイスカウトとして結実することとなる）。彼女は未亡人年金により金銭的には豊かな生活をするようになっていたが、生活のハリを失っていた。パリで趣味の彫刻を習っていたころ、共通の趣味である彫刻を通してB-Pと親しくなった。1911年、B-Pと話し合い、ガールガイド指導者として第二の人生をスタートすることを決心した。しかし、その後、ロバート・ベーデン=パウエル卿との婚約を破棄する（ロバート・ベーデン=パウエル卿は、オレブ・セントクレア・ソームズと結婚する。オレブは、後にイギリスのガールガイドを発展させる）。
1912年、故郷のジョージア州サバナで最初のガールスカウトを始めた。これがアメリカのガールスカウト運動の始まりである。
1927年1月17日、ガンで死去。故郷サバナにガールスカウトのユニフォーム姿で埋葬された。